# 互联网托管服务

2005年時的資料，依照各國互聯網主機數量繪製。

互联网托管服务（英語：Internet hosting service），是运行互联网服务器的服务，允许组织或个人向互联网提供内容。有不同级别和不同种类的服务。
通常在互联网托管服务之中，最常见的一种是網頁寄存服務(虛擬主機)，大多數託管服務提供商提供各種服務相結合，在万维网托管服务也提供电子邮件托管服务，比如域名伺服器（DNS）托管服务经常与域名注册商捆绑在一起。
網站代管技術已引起了一些爭議，像近來Web.com聲稱，它擁有專利權託管一些共用的技術，包括使用基於Web的控制面板來管理存取，共有19項專利。像Hostopia这种大型主機批發，最近也用10％的零售收入從web.com購買了許可使用該技術。因为Web.com声称有類似的專利侵權，所以他们最近起訴了Go Daddy。

## 類型

### 全功能存取
功能齊全的託管服務包括：
- 虚拟主机
- 专用主机
- 主机托管
- 云端运算
- 虛擬專用伺服器

### 其他
有限或特定應用的託管服務包括：
- 網路存取
- 電子郵件存取
- DNS主機服務
- 遊戲伺服器
- 維基農場

## 收费
互联托管服务包括必须的网络连接，而使用网络就带来收费问题。一般会每月以固定百分比或按流量收费——如按百分之九十五流量使用收费。